# Charles Dorange
Pour les articles homonymes, voir Dorange.
 (juillet 2017).
Charles Dorange, né le 2 mai 1998 à La Rochelle, est un skipper français et tacticien en multicoque. Il a été champion du monde Isaf Jeunes, trois années consécutives[réf. souhaitée].

## Équipage
Charles Dorange est équipier et tacticien. Il a navigué pendant longtemps au côté de Louis Flament, barreur. 
Il navigue actuellement[Quand ?] en Diam 24 dans l'équipage Golfe du Morbihan Breizh Cola.

## Palmarès
- Champion du monde Isaf Jeunes : 2016 (Auckland, Nouvelle-Zélande)[3].

## Fratrie
Il est le grand frère de la navigatrice et skippeuse Violette Dorange. Leur soeur, Rose Dorange pratique également le nautisme à haut niveau.